# Snowman (canción de Sia)
«Snowman» (en español: —«Muñeco de nieve»—) es un sencillo publicado por la cantautora australiana Sia en 2017, extraído de su octavo álbum de estudio, Everyday Is Christmas. Compuesta por Sia y Greg Kurstin, la canción aborda la historia de.
«Snowman» tuvo una buena recepción crítica, siendo considerada por algunos como el sencillo más destacado de Everyday Is Christmas. La canción experimentó un aumento de popularidad en noviembre de 2020 gracias a videos virales de TikTok y desde entonces ha sido calificada como un clásico navideño moderno.
En 2020, Brandon Funston de The Athletic colocó a «Snowman» en el número 85 de su lista de las «100 mejores canciones navideñas de todos los tiempos».

## Posicionamiento en listas
| País              | Lista                                  | Mejor posición | Ref(s).   |
| 2017-2023         | 2017-2023                              | 2017-2023      | 2017-2023 |
| ----------------- | -------------------------------------- | -------------- | --------- |
| Alemania          | Offizielle Deutsche Charts             | 15             |           |
| Austria           | Austrian Charts                        | 14             | [ 2 ]     |
| Australia         | ARIA Charts                            | 16             |           |
| Bélgica (Flandes) |                                        | 36             |           |
| Bélgica (Valonia) |                                        | 25             |           |
| Canadá            | Billboard (Canadian Hot 100)           | 20             |           |
| Corea del Sur     | Circle Digital Chart                   | 10             |           |
| Dinamarca         | Hitlisten (Track Top-40)               | 35             |           |
| España            | El portal de Música                    | 54             | [ 3 ]     |
| Estados Unidos    | Billboard (Holiday Digital Song Sales) | 3              | [ 4 ]     |
| Finlandia         | Musiikkituottajat                      | 1              | [ 5 ]     |
| Francia           | SNEP                                   | 13             | [ 6 ]     |
| Global            | Billboard (Global 200)                 | 19             |           |
| Hungría           | MAHASZ (Single Top 40)                 | 17             |           |
| Hungría           | MAHASZ (Stream Top 40)                 | 9              |           |
| Irlanda           | IRMA Singles Chart                     | 20             |           |
| Italia            | FIMI                                   | 21             |           |
| Lituania          | AGATA                                  | 2              |           |
| Noruega           |                                        | 1              |           |
| Nueva Zelanda     |                                        | 11             |           |
| Países Bajos      |                                        | 10             |           |
| Polonia           |                                        | 77             |           |
| Portugal          |                                        | 52             |           |
| República Checa   |                                        | 9              |           |
| Rumania           | Billboard                              | 20             | [ 7 ]     |
| Suecia            | Sverigetopplistan                      | 24             | [ 8 ]     |
| Suiza             | Schweizer Hitparade                    | 8              | [ 9 ]     |
| Reino Unido       | Official Charts Company                | 28             | [ 10 ]    |
| Vietnam           | Billboard Vietnam (Hot 100)            | 18             | [ 11 ]    |

| País          | Lista                | Posición | Ref(s). |
| 2021          | 2021                 | 2021     | 2021    |
| ------------- | -------------------- | -------- | ------- |
| Corea del Sur | Circle Digital Chart | 123      |         |
| Hungría       | MAHASZ               | 92       |         |

## Certificaciones y ventas
| País           | Organismo certificador | Certificación | Unidades certificadas/Ventas |
| -------------- | ---------------------- | ------------- | ---------------------------- |
| Dinamarca      | IFPI Dinamarca         | Oro           | 45 000                       |
| España         | PROMUSICAE             | Platino       | 50 000                       |
| Estados Unidos | RIAA                   | Platino       | 1 000 000                    |
| Francia        | SNEP                   | Platino       | 200 000                      |
| Italia         | FIMI                   | Oro           | 35 000                       |
| Nueva Zelanda  | RIANZ                  | Oro           | 15 000                       |
| Polonia        | ZPAV                   | Platino       | 50 000                       |
| Portugal       | AFP                    | Oro           | 5000                         |
| Reino Unido    | BPI                    | Oro           | 400 000                      |